# هيوغلو نيريس
هيوغلو نيريس (بالبرتغالية: Hueglo Neris‏) (مواليد 17 يونيو 1992) هو لاعب كرة قدم برازيلي ، يجيد اللعب في خط الدفاع ، لعبسابقاً لنادي الحزم السعودي و نادي الوصل الإماراتي.

## روابط خارجية
هيوغلو نيريس على موقع قاعدة بيانات كرة القدم.إي يو (الإنجليزية)
- هيوغلو نيريس على موقع Soccerway.com (الإنجليزية)